# Złota Lilia
Złota Lilia (bośn. Zlatni ljiljan) – bośniacko-hercegowińska odznaka wojenna nadawana od 1992 roku. Złota Lilia przyznawana jest żołnierzom, którzy wyróżnili się podczas wojny w Bośni i Hercegowinie, odznaka ta może być także nadawana pośmiertnie. Za przyznawanie Złotej Lilii odpowiedzialny jest dowódca sztabu generalnego armii.

## Opis odznaczenia
Tarcza ma wymiary 26 x 21 mm i waży 8,4 g; wykonana jest ze srebra, a jej krawędzie pokryte są 24-karatowym złotem. Na tarczy znajduje się złota lilia o masie 18 karatów i wymiarach 20 x 15 mm, ozdobiona ponadto pięcioma kamieniami o wielkości od 1,5 do 2,5 mm. Górną część odznaki stanowi półkolista srebrna płytka o wymiarach 22 x 7 mm i wadze 1,6 g. Płytkę i tarczę łączy 15-milimetrowa jedwabna wstążka.